# Girardinia
Girardinia är ett släkte av nässelväxter. Girardinia ingår i familjen nässelväxter.
Kladogram enligt Catalogue of Life:
| Girardinia | \| \| Girardinia bullosa \| \| \| \| \| \| Girardinia diversifolia \| \| \| \| |
|            | \| \| Girardinia bullosa \| \| \| \| \| \| Girardinia diversifolia \| \| \| \| |
|            | Girardinia bullosa                                                             |
|            |                                                                                |
|            | Girardinia diversifolia                                                        |
|            |                                                                                |

## Bildgalleri

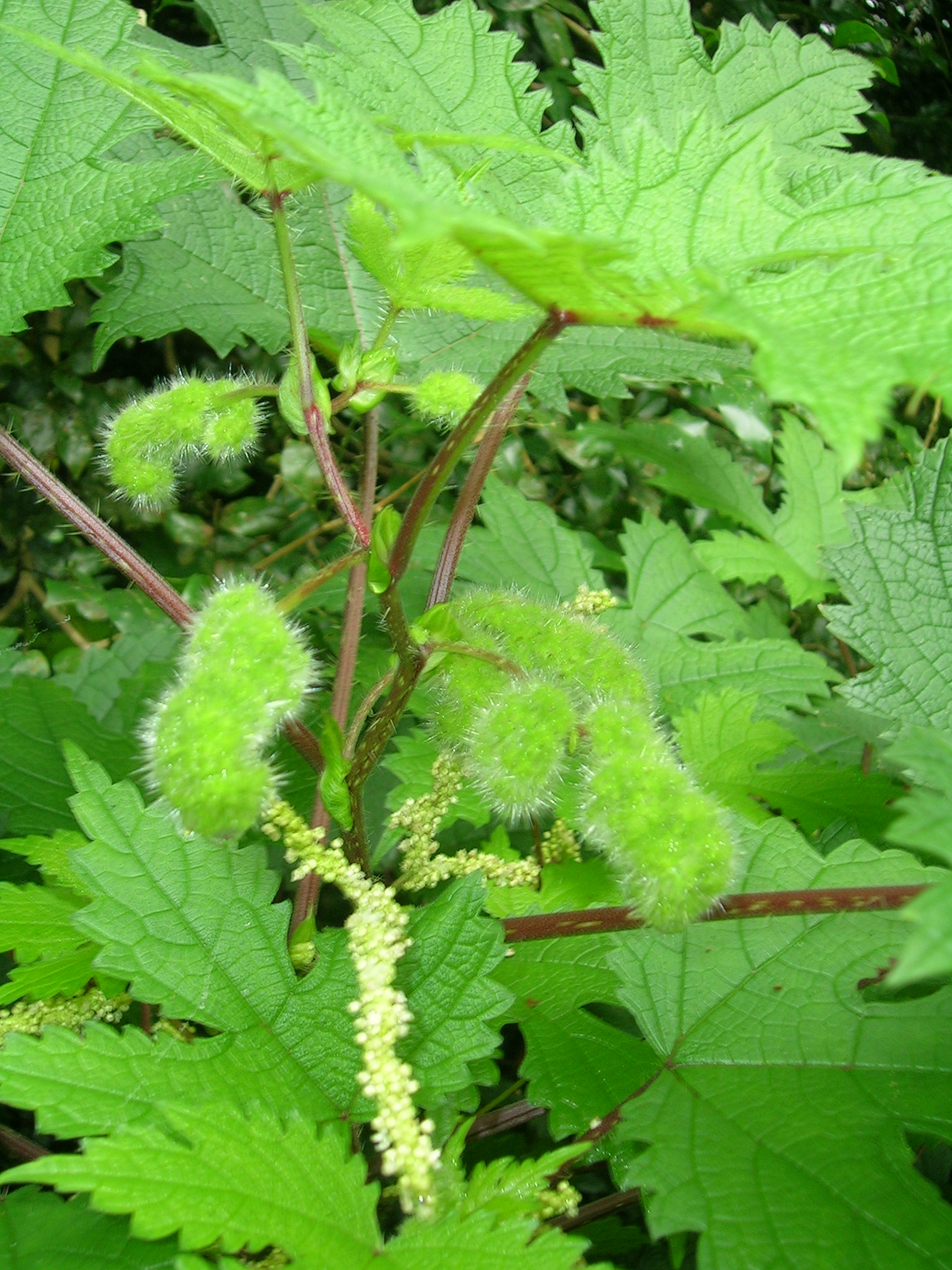
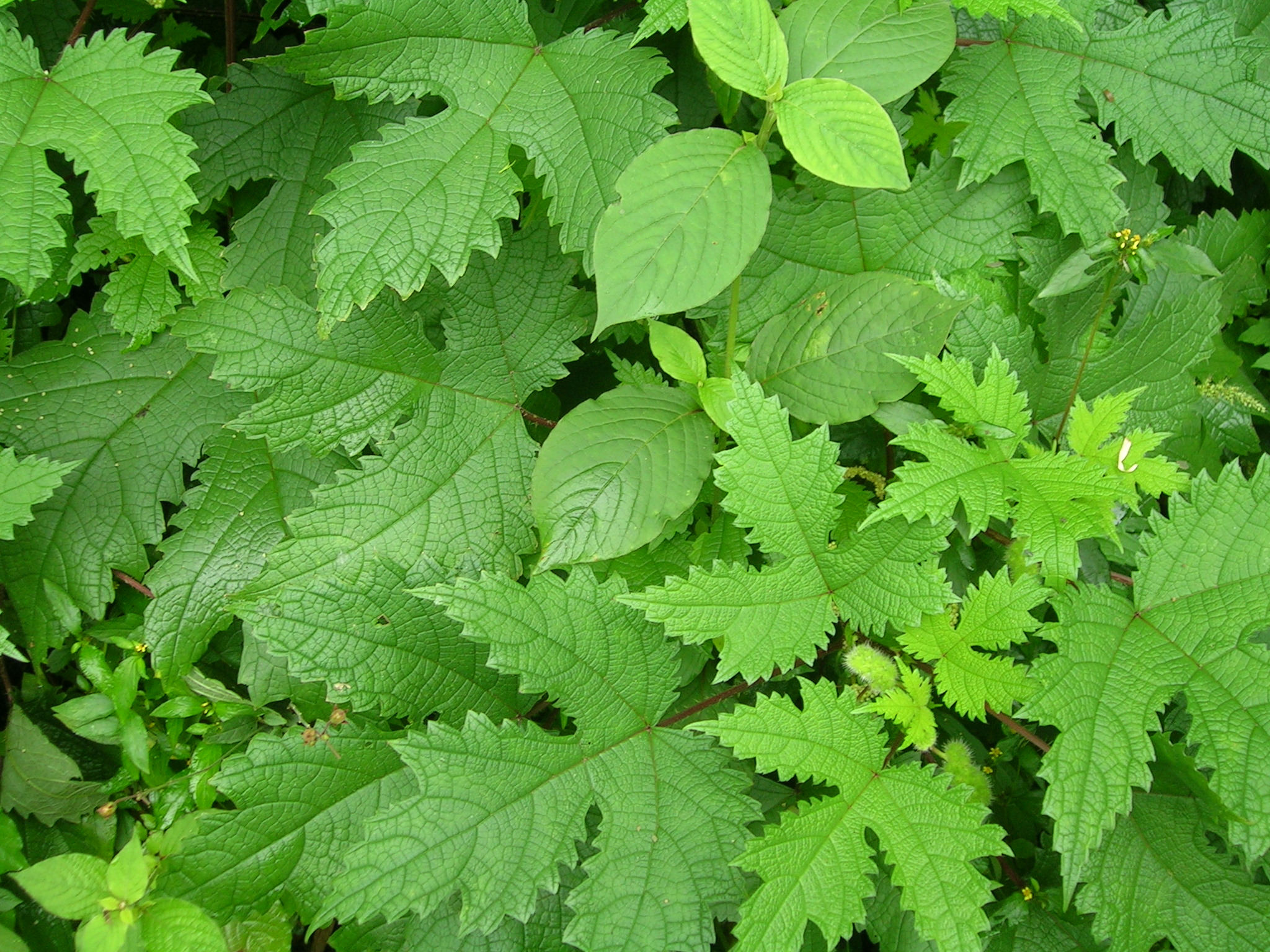
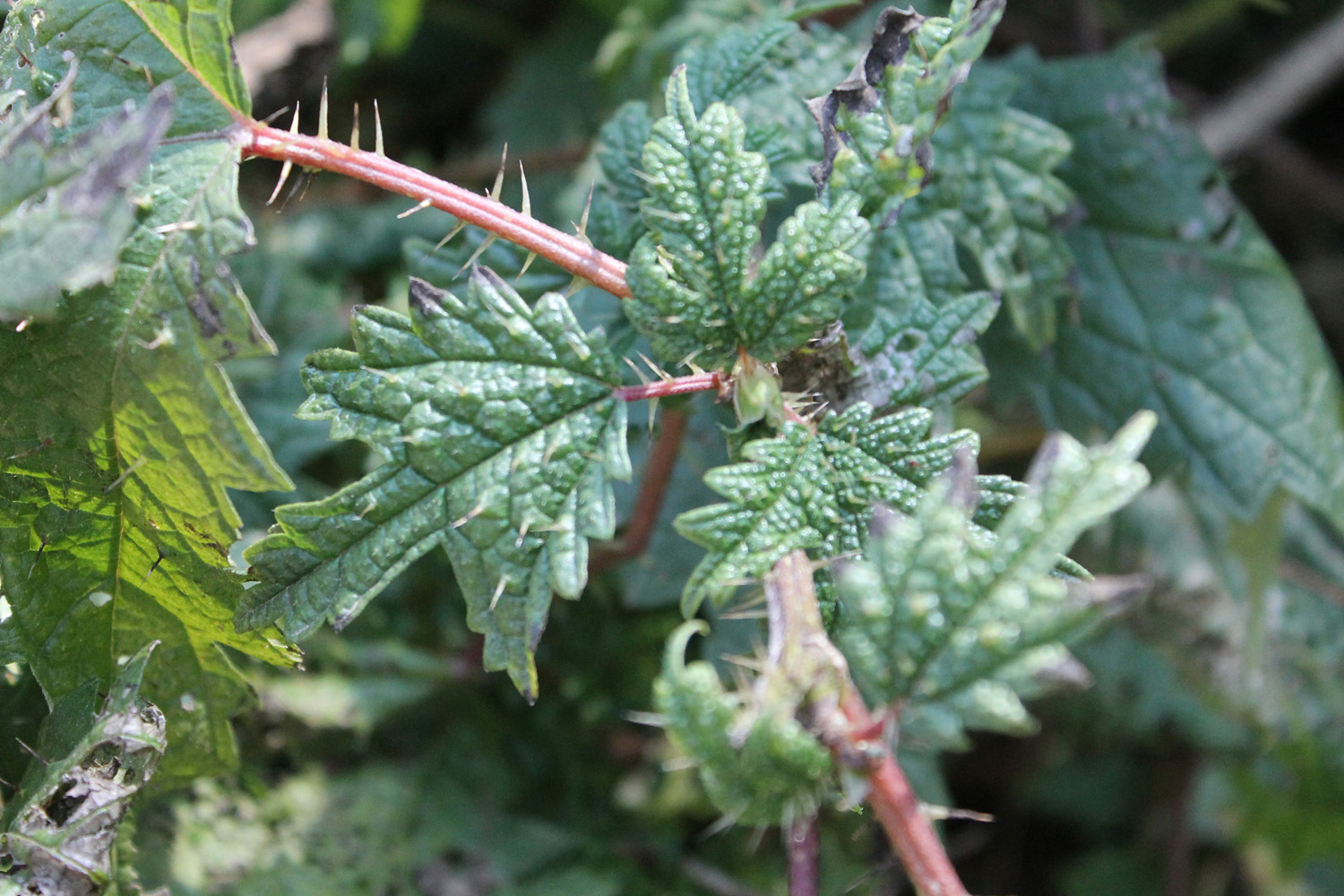
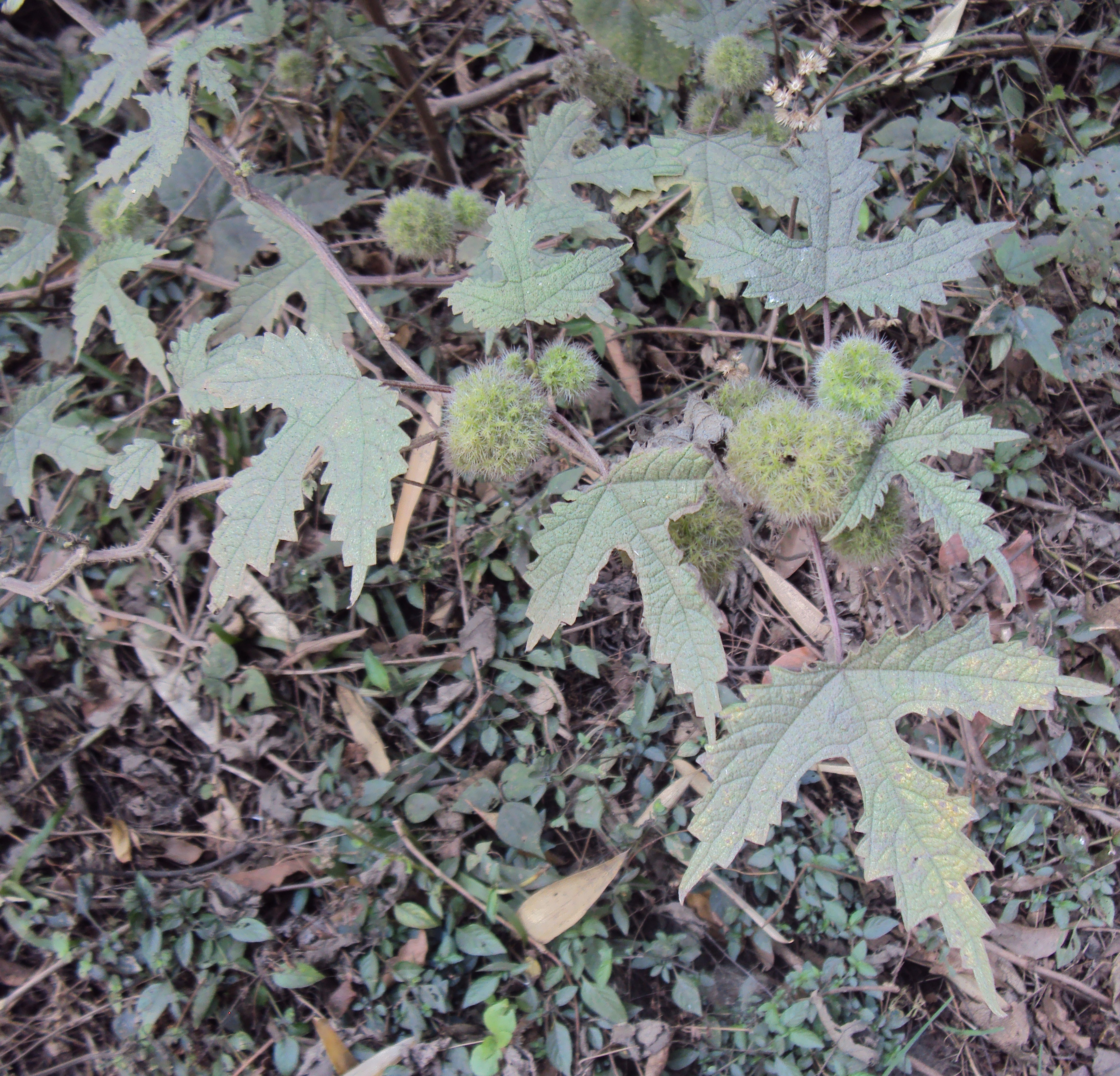
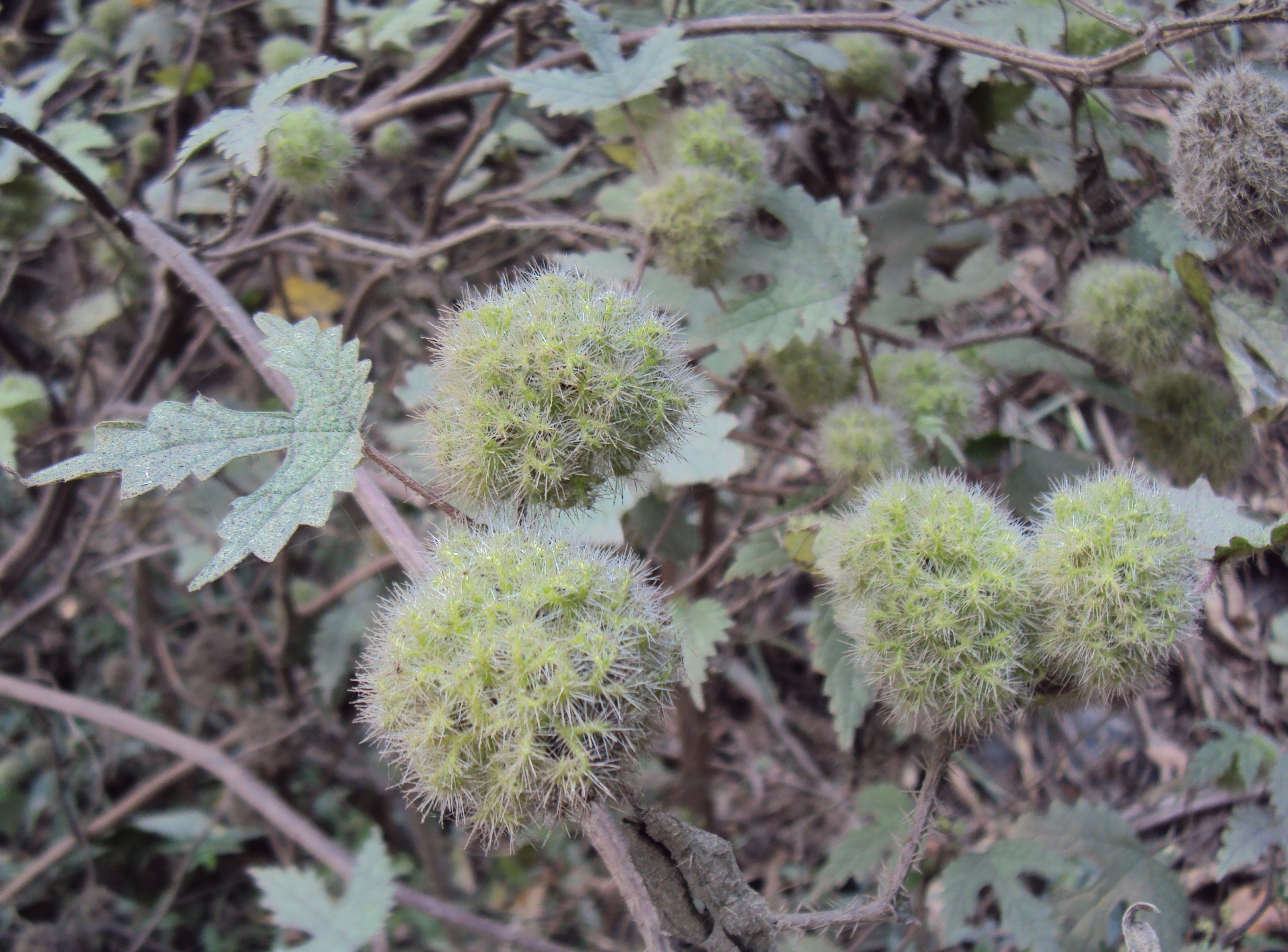
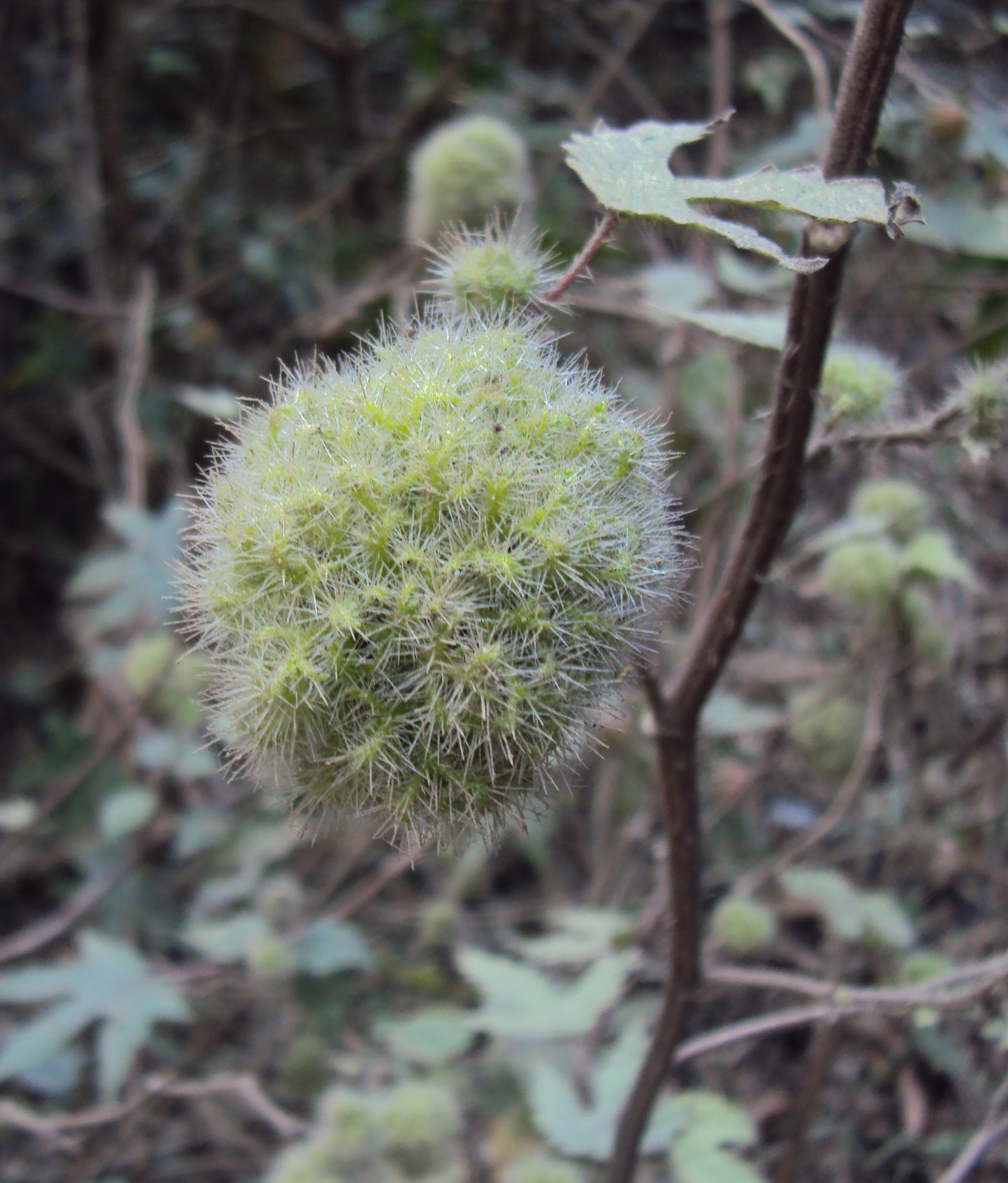